# Ежен Оґюстен Лост
Ежен Оґюстен Лост (фр. Eugene Augustin Lauste; 17 січня 1857, Монмартр, Париж, Франція — 27 червня 1935, Монтклер, Нью-Джерсі, США) — французький електромеханік, винахідник та кінорежисер, один з піонерів-першопрохідників у сфері створення звукового кіно та фіксації звуку на плівці.

## Біографія
Ежен Оґюстен Лост народився на Монмартрі в Парижі 17 січня 1857 року й вже з раннього віку виявив себе талановитим винахідником. До 1878 року він зареєстрував кілька механічних пристроїв. А до 1886 року він подав вже понад 53 заявки на реєстрацію патентів на свої винаходи, в тому ж році емігрував до Сполучених Штатів Америки, де з 1887 року працював асистентом Вільяма Діксона в компанії Томаса Едісона Edison Studios в окрузі Нью-Йорка Оранджі.
Працюючи в Едісона, він активно брав участь у розробці камери для кінозйомки — Кінетографа, а також, попередника кінопроєктора — Кінетоскопа. Проте, вже в 1892 році Люост був змушений покинути Едісона через реструктуризації виробництв, яке відбувалися у ті роки. Також, деякий час він працював над розробкою бензинового двигуна для можливого використання в автомобілях, проте, через те, що пристрій був занадто гучним йому сказали, що він ніколи не буде широко використовуватися і Лост звернув проєкт. А після цього, в 1894 році він почав працювати разом з конкурентом Едісона — Вудвілом Летхемом в їх спільній компанії The Lambda Company. Там він працював над реалізацією безлічі пристроїв, серед яких були проєктори, камери, друкарське обладнання, а також Ейдолоскоп-Пантоптікон — складна конструкція для проєкції зображення, яка була головним конкурентом Кінетоскопа Едісона, але на відміну від останнього — здатна була транслювати довші фільми.

Оптична доріжка на 35-мм плівці.

Ейдолоскоп був продемонстрований представникам преси 21 квітня 1895 року, а для широкої публіки — вже 20 травня того ж року, в магазині на нижньому Бродвеї в Нью-Йорку. Влітку того ж року він регулярно виставляв свої кінострічки в наметі на Коні-Айленді. А вже в 1896 році The Lambda Company припинила своє існування, через суперечки про авторські права на Ейдолоскоп.
Після цього, в тому ж 1896 році Лост продовжив працювати разом з Вільямом Діксоном в його новій компанії — American Mutoscope and Biograph Company, де він займався підготовкою фільмів і керуванням лабораторією та експериментальними дослідженнями у місті Курбевуа біля Парижу, Франція. Він працював у компанії Діксона протягом 4 років, доки в 1900 році не почав конструювати деякі елементи нової системи, а в 1901 році, захоплений можливостями звукозапису, особливо на целулоїдній плівці, переїхав у Велику Британію в місто Брикстон, де він відкрив власну лабораторію, в якій, нарешті, почав активно займатися та експериментувати над фіксацією звуку на кіноплівці, задля об'єднання звуку та відео у фільмі.
В 1904 році він створив прототип нової системи, здатної одночасно записувати й відтворювати звуки та рух об'єктів, а 11 серпня 1906 року разом з австралійцем Робертом Р. Хейнсом і британцем Джоном С. Плеттсом вони подають заявку на реєстрацію патенту. 1907 року їх заявка була схвалена і була зареєстрована як патент #18057 на «новий і поліпшений метод і засіб для одночасного запису і відтворення руху і звуків людей чи предметів»; іншими словами: патент на плоску целулоїдну плівку розміром 35 міліметрів, що містила як кадри зображення, так і звукову доріжку фільму.

Механізм проєктора в 16-мм форматі, що демонструє дві в дії

Завдяки фінансуванню Лондонської кінематографічної компанії — Лост продовжив свої дослідження в області запису і відтворення, експериментуючи зі світловими лампами і дзеркалами, що хитаються, прагнучи створити працездатний метод отримання необхідного вузького променя світла, необхідний для включення звуку, записаного на плівці безпосередньо на смузі, поруч із зображеннями, а не на зовнішньому носії, наприклад, диску. 1910 року в своїй лабораторії в Брикстоні йому вдається знайти розв'язання своєї проблеми при допомозі вібруючого дроту, що діє між полюсами двох магнітів — так народився перший в історії кіно фільм про звукове кіно.

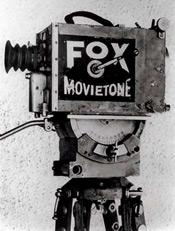
Камера Fox Movietone

Приблизно в той же час Лост починає співпрацювати з німецьким експериментатором Ернстом Румером, який мав певний успіх в оптичному записі звуку за допомогою власного винаходу — Фотографофону. Завдяки йому, в 1910 році Лост зняв свої перші експериментальні звукові фільми, які були записані ним у саду його будинку в Брикстоні, Лондон. Лост, також, написав листа Чарлі Чапліну, в якому описав можливості його камери, здатної одночасно відтворювати звук і зображення у фільмі. Тоді, в 1911 році, під час своєї поїздки в Сполучені Штати Америки він продемонстрував свій фотоапарат-проєктор і зняв щонайменше один короткий звуковий фільм, який, ймовірно, був першим звуковим фільмом в Америці. Однак, йому не вдалося нікого переконати в надійності свого пристрою. Тому, по поверненню до Великої Британії в 1912 році він продовжив експерименти поліпшення свого винаходу і створення пневматичного підсилювача для своєї системи. Хоча, через брак капіталу і початок Першої Світової війни йому не вдалося зробити свої винаходи комерційно успішними — його дослідження та експерименти виявилися основоположними для розвитку звуку в кіно.
У 1927 році компанія Fox Film Corporation відновила розробку винаходу Лоста, патент на який закінчився і його викупив американець Лі Де Форест, який, надалі подав патент на ідентичний проєкт. Згодом Fox випустила на ринок кіноіндустрії першу систему запису звуку безпосередньо на саму плівку, поваливши тим самим процес подальшої розробки Вітафону, який забезпечив успіх перших фільмів зі звуком, таких як «Дон Хуан» і особливо «Співак Джазу».
У 1928 році Лоста узяли на роботу на посаду технічного консультанта в Bell Laboratories в Нью-Йорку. Вирішивши таким чином свої економічні проблеми, він пропрацював там практично до самої смерті, звільнившись в 72 роки. Пізніше Bell Laboratories пожертвує всі інструменти і фільми розроблені Лостом у володіння Смітсонівської установи.
У 1930 році, за свої заслуги, Ежен Лост здобув нагороду як член Товариства інженерів кіно.
Ежен Оґюстен Лост помер 27 червня 1935 року в віці 78 років в місті Монтклер, штат Нью-Джерсі, США.

## Особисте життя
Ежен Лост був одружений з Мелані Лост, від якої у нього народився єдиний син — Еміль. Крім того, Лост і його дружина тримали у себе на піклуванні двох прийомних дітей — Клемента та Гаррі Лероїв.